# Kap Charlotte
Kap Charlotte ist ein Kap nahe dem östlichen Ende von Südgeorgien. Es liegt an der Südostseite der Einfahrt zur Royal Bay.
Der britische Seefahrer und Entdecker James Cook entdeckte das Kap 1775 im Rahmen seiner zweiten Südseereise (1772–1775). Er benannte es nach der britischen Monarchin Charlotte (1744–1818), Gattin von König Georg III.